# Josephine Chaplin

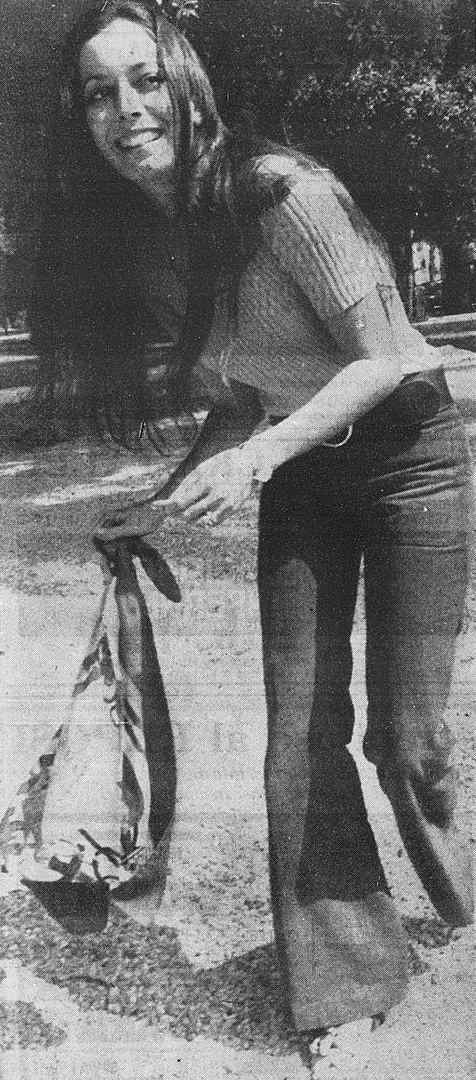
Josephine Chaplin, 1971

Josephine Hannah Chaplin (Santa Monica, 28 maart 1949 – Parijs, 13 juli 2023) was een Amerikaans actrice. Ze was de dochter van Charlie Chaplin en Oona O'Neill en kleindochter van de Nobelprijs-winnende toneelschrijver Eugene O'Neill.
Chaplin was als driejarige voor het eerst op het witte doek te zien in de openingsscène van de door haar vader geregisseerde film  Limelight uit 1952. Als actrice debuteerde ze in 1967 met een kleine rol in de eveneens door haar vader geregisseerde film A Countess from Hong Kong. Haar bekendste rol speelde ze in 1972 in Pier Paolo Pasolini's The Canterbury Tales als de overspelige echtgenote (May) van de veel oudere Sir January.
Chaplin woonde een groot deel van haar leven in Parijs en was ook regelmatig te zien op de Franse televisie. Ze overleed in 2023 op 74-jarige leeftijd.

## Filmografie
- Limelight (1952)
- A Countess from Hong Kong (1967)
- The Canterbury Tales (1972)
- Escape to the Sun (1972)
- L'Odeur des fauves (1972)
- Les Quatre Charlots mousquetaires (1974)
- À nous quatre, Cardinal! (1974)
- Nuits Rouges (1974)
- Docteur Françoise Gailland (1976)
- The Peaks of Zelengora (1976)
- Jack the Ripper (1976)
- À l'ombre d'un été (1976)
- The Bay Boy (1984)
- Poulet au vinaigre (1985)
- Coïncidences (1986)
- Hemingway (1987, televisiefilm)
- Downtown Heat (1994)